# Saul Chaplin
Saul Chaplin (Brooklyn, 19 de fevereiro de 1912 — Los Angeles, 15 de novembro de 1997) é um compositor estadunidense. Venceu o Oscar de melhor trilha sonora em três ocasiões: por An American in Paris, Seven Brides for Seven Brothers e West Side Story.